# Pinball Wizard
Singles de The Who
Magic Bus
(1968) Go to the Mirror!
(1969)
Pistes de Tommy
Fiddle About There's a Doctor
Pinball Wizard (magicien du flipper) est une chanson du groupe de rock britannique The Who, qui apparaît sur leur opéra-rock Tommy. Elle a été écrite par Pete Townshend. Le single, qui avait pour face B Dogs Part Two, sorti en février 1969, atteint la 4e place des meilleures ventes au Royaume-Uni. 

## Caractéristiques
Dans l'album, cette chanson est chantée par un champion de flipper, choqué par le talent inné de Tommy pour ce jeu. Le narrateur se mesure au héros de l'album mais se montre impressionné. En effet, le garçon sourd, muet et aveugle joue sans effort apparent et remporte toutes les parties. Le narrateur, abasourdi, se demande d'où provient cette facilité (what makes him so good?), avant de s'avouer vaincu.
La genèse de cette chanson est particulière. Elle n'était pas prévue pour faire partie de l'album. Pete Townshend avait besoin de l'appui des critiques rock pour être certain que l'album Tommy ait l'impact souhaité. L'un des critiques les plus influents de l'époque était Nik Cohn. Or, Townshend savait que Cohn était passionné par le flipper. Il fit donc comprendre au critique que Tommy était un champion de flipper dans l'opéra qu'il était en train d'écrire. « Ce sera un chef-d'œuvre ! » répondit Cohn, enthousiasmé par cette idée. Townshend écrivit la chanson dans la foulée.
L'enregistrement a eu lieu aux studios Morgan, le 7 février 1969. 
Selon son auteur, on peut y trouver l'influence du compositeur de musique baroque anglais Henry Purcell. La rythmique, presque flamenco, enchaîne rapidement des accords majeurs et des accords sans tierce. On y retrouve un mélange de guitares acoustiques et électriques, ce qui donne un effet orchestral. Les refrains présentent une musique plus électrique et agressive. 
Dans le film Tommy adapté de l'album, le titre est interprété par Elton John. Cette version sort en single en 1976, et remporte un franc succès. Cette version apparaît sur la réédition CD de l'album d'Elton John Caribou.

## Sources et liens externes
- Notes sur Tommy
- Paroles de Pinball Wizard
- Tablatures pour guitare de Pinball Wizard